# Lisa Stanew
Lisa Stanew (* 24. April 1988 in Stuttgart) ist eine deutsche Schauspielerin.
Stanew wurde durch ihre Hauptrolle der Franziska Häberlin in der Kinder- und Jugendserie fabrixx bekannt. Des Weiteren übernahm sie die Hauptrolle im Pilotfilm Hot Spots und eine Rolle in der Kinder- und Jugendserie Ein Fall für B.A.R.Z.
Im Oktober 2009 begann Lisa an der Humboldt-Universität zu Berlin ihr Studium in Deutscher Literatur und Gender Studies. In unregelmäßigen Abständen ist sie außerdem auf Berliner Kleinkunstbühnen zu sehen.

## Filmografie
- 2000–2005: fabrixx
- 2004: Hot Spots
- 2005: Ein Fall für B.A.R.Z. Folge Aktion Schwesterherz